# Bubble Pop!
「Bubble Pop!」（バブル ポップ）は、4minuteのメンバーキム・ヒョナのソロ1枚目ミニアルバム2011年7月5日にCUBEエンターテインメントより販売。

## 概要
- 3曲目 「Downtown」には、4minuteのジユン、4曲目「A Bitter Day」にはG.NAとヨン・ジュンヒョン (BEAST)が参加している(全て同じ所属事務所)。初動売り上げは、8742枚を記録する。

## 収録曲
1. Attention 1分26秒
作詞 作曲 Beomi, Nangi
2. Bubble Pop! 3分33秒
作詞 作曲 S.tiger、Choi Kyu-sung
3. Downtown 3分23秒
作詞 作曲 S.tiger、Choi Kyu-sung
4. A Bitter Day 3分47秒
作詞 Choi Kyu-sung, Yong Jun Hyung 作曲 Choi Kyu-sung
5. Just Follow 3分25秒
作詞 作曲 DOK2